# Chlamydoselachus anguineus
Lo squalo dal collare (Chlamydoselachus anguineus Garman, 1884), detto anche squalo frangiato o squalo serpente, è una specie di squalo della famiglia dei Clamidoselachidi con una distribuzione vasta ma frammentata, negli oceani Atlantico e Pacifico. Questa specie vive sulla zona esterna della piattaforma continentale e della scarpata continentale superiore, generalmente nei pressi del fondo. Vive fino a 1300 metri di profondità, sebbene nella baia di Suruga, in Giappone, sia più comune a profondità di 50-200 metri. Presenta numerosi caratteri primitivi, che gli valsero il nome di "fossile vivente". Il suo corpo, che può raggiungere i 2 metri di lunghezza ed è di colore marrone scuro, ricorda quello di un'anguilla con le pinne dorsali, pelviche e anali in posizione molto arretrata.
Avvistato raramente, lo squalo dal collare cattura le prede piegando il corpo e lanciandosi in avanti come un serpente. Le mascelle estremamente flessibili gli permettono di ingoiare prede di grosse dimensioni, mentre le file di piccoli denti aguzzi impediscono loro di fuggire. Si nutre principalmente di cefalopodi, ma consuma anche pesci ossei e altri piccoli squali. 
Questa specie è ovovivipara: gli embrioni nascono da uova che si schiudono all'interno dell'utero della madre, e terminano lo sviluppo consumando principalmente le riserve del loro tuorlo. Lo squalo dal collare ha un lungo periodo di gestazione, da uno a due anni. Nascono da 2 a 12 piccoli per volta, e non vi è una stagione riproduttiva ben distinta.
Lo squalo dal collare viene talvolta catturato come preda accessoria dai pescherecci commerciali, ma è di scarso valore economico. L'Unione internazionale per la conservazione della natura (IUCN) lo considera come a rischio minimo, ma a causa del suo tasso di riproduzione molto basso e delle catture accessorie, il numero di esemplari potrebbe essere impoverito. Questo squalo, o un suo ipotetico parente gigante, può essere all'origine degli avvistamenti dei serpenti di mare.

## Descrizione

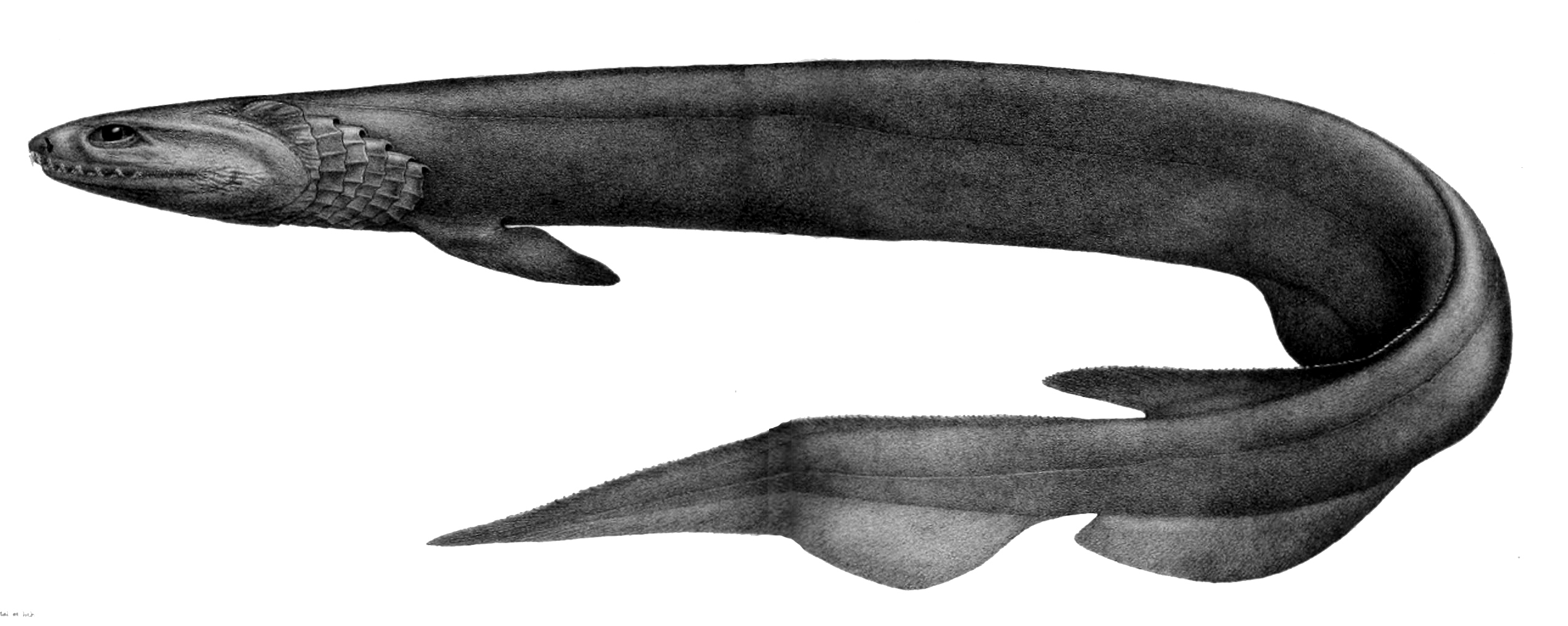
Disegno di un esemplare pescato durante la spedizione del Challenger

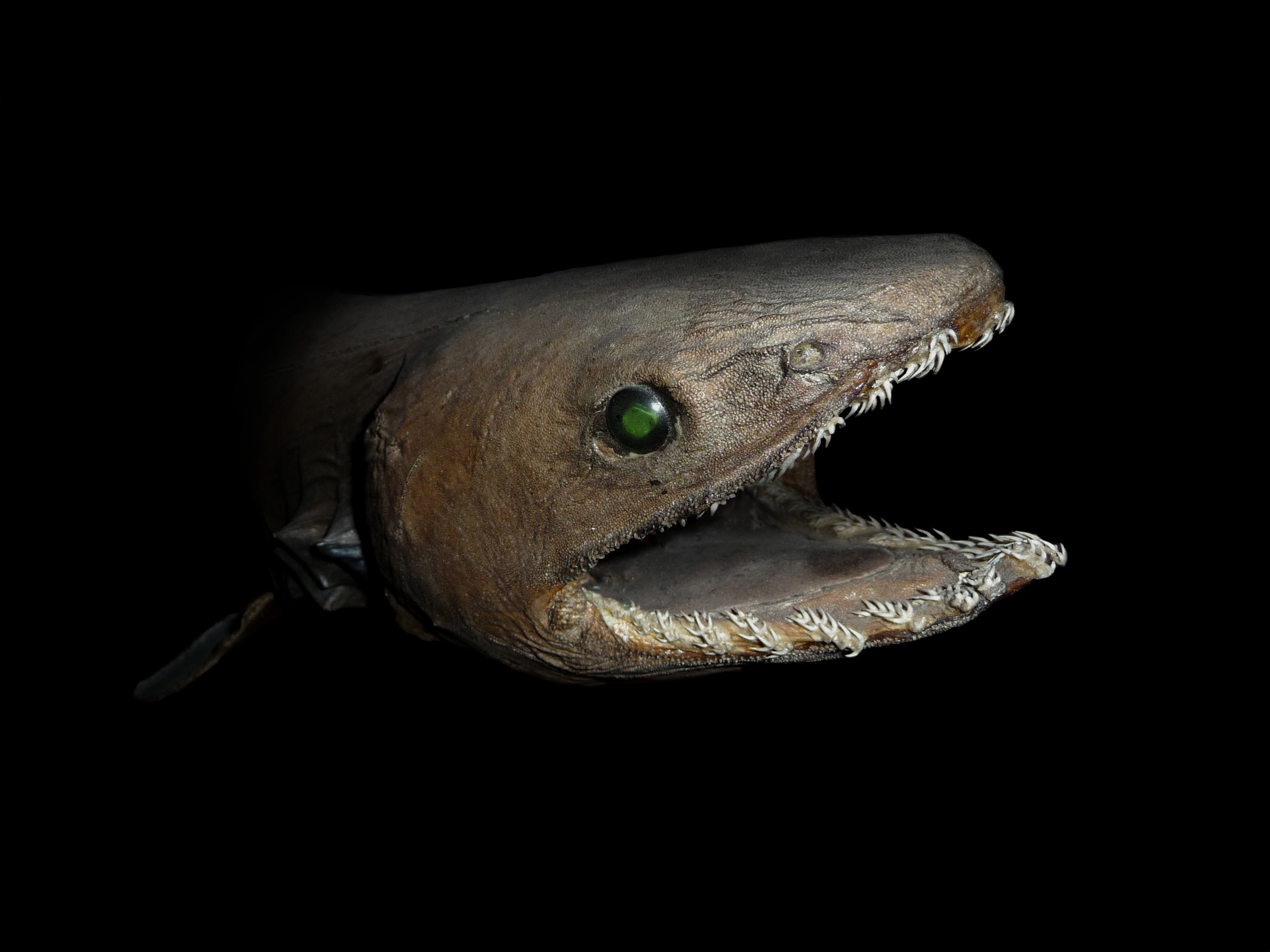
Dettaglio della testa di un esemplare naturalizzato

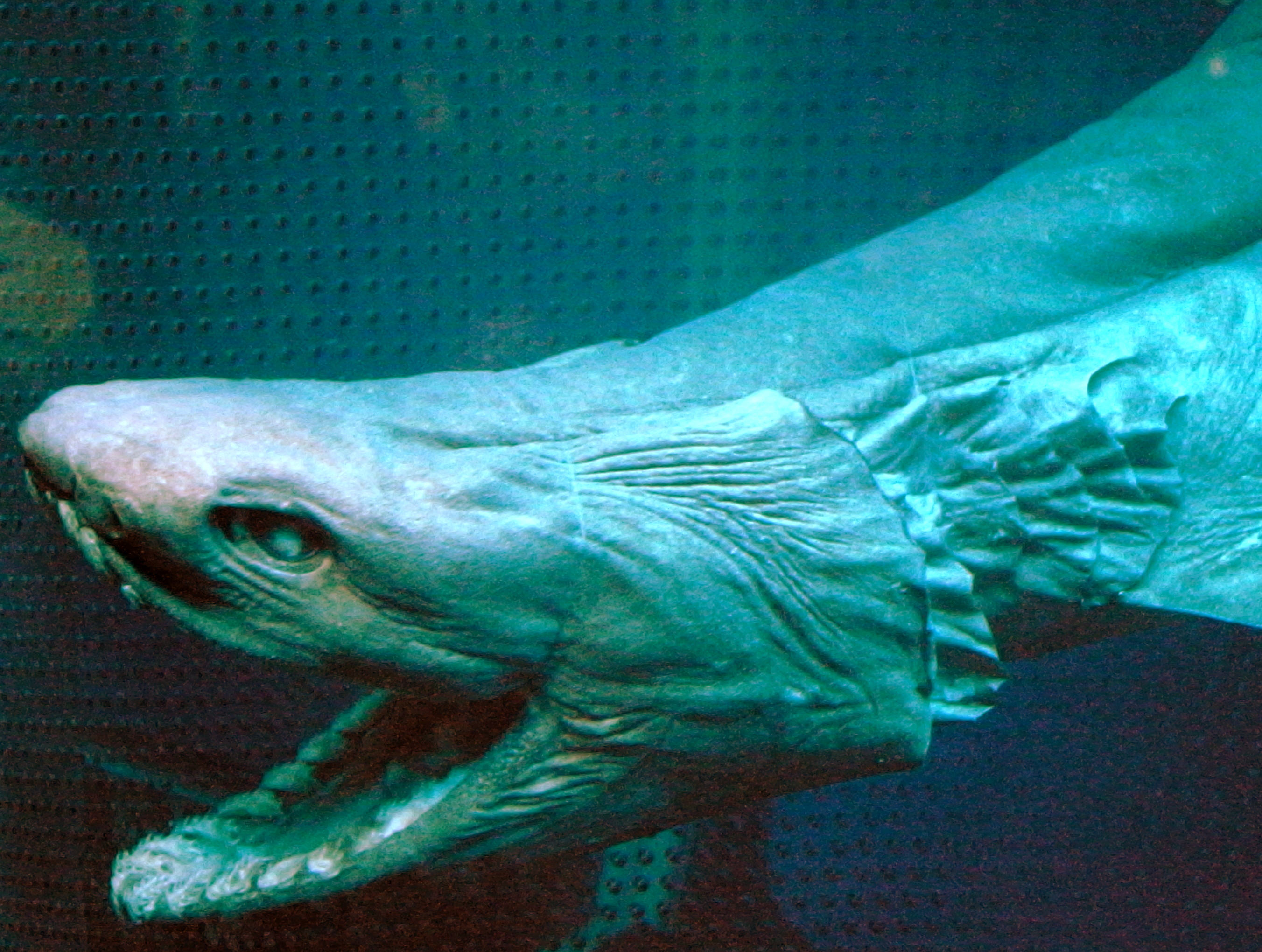
Lo squalo dal collare ha delle lunghe mascelle

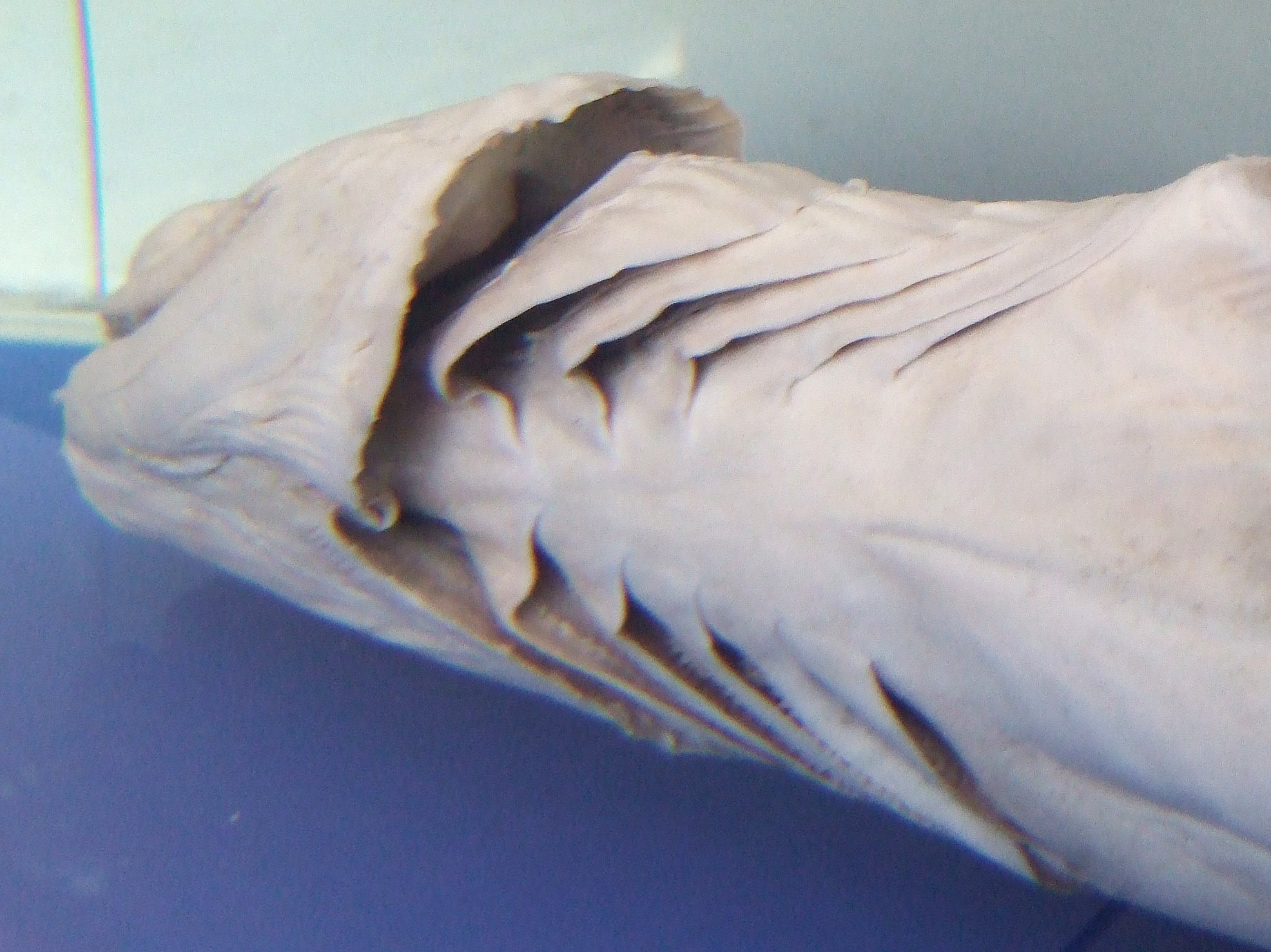
Il primo paio di fessure branchiali si congiunge attraverso la gola

Con la sua forma allungata, simile a un'anguilla, lo squalo dal collare è stato per lungo tempo paragonato al serpente di mare dei miti. La testa è larga e appiattita con un muso corto e arrotondato. Diversamente che in altri squali, le narici sono situate sulla sommità della testa, che ricorda quella di un serpente. Le narici sono delle fessure verticali, e le aperture inalanti ed esalanti sono separate da un lembo di pelle. Gli occhi sono degli ovali orizzontali, di medie dimensioni e privi di membrana nittitante (terza palpebra). Le mascelle molto lunghe sono posizionate all'estremità del muso, al contrario di quelle della maggior parte degli squali. Gli angoli della bocca sono privi di solchi o pieghe. Le file di denti sono piuttosto ben distanziate, e sono in numero di 19-28 sulla mascella superiore e di 21-29 su quella inferiore. I circa 300 denti sono piccoli, tricuspidati (a forma di tridente) e molto affilati; sono identici su ambo le mascelle. Ha sei paia di fessure branchiali con un aspetto frangiato dovuto alle estremità dei filamenti branchiali. Il primo paio di fessure branchiali passa attraverso la gola, formando un «collare».
La lunghezza massima conosciuta è di 1,7 m per i maschi e di 2,0 m per le femmine. Questo dimorfismo sessuale si spiega con il fatto che la femmina deve ospitare degli embrioni in sviluppo in un corpo straordinariamente filiforme per uno squalo. Le pinne pettorali sono corte e arrotondate. L'unica pinna dorsale è piccola e in posizione molto arretrata, a livello della pinna anale, e ha un bordo arrotondato. Le pinne pelviche e anali sono grandi, larghe e arrotondate, e anch'esse posizionate molto indietro. La pinna caudale è molto lunga e approssimativamente triangolare, senza lobo inferiore o incavo ventrale sul lobo superiore. Ha due spesse pliche di pelle lungo il ventre, separate da una scanalatura, la cui funzione è sconosciuta. Il ventre è relativamente più grande nelle femmine che nei maschi, con le pinne pelviche poste più vicino alla pinna anale. I denticoli dermici sono di piccola taglia e a forma di punta di cesello. Divengono più grandi e resistenti sul margine dorsale della pinna caudale. Questa specie ha una colorazione uniforme bruno scuro o grigio, talvolta più pallida sulla parte inferiore. Lo squalo dal collare differisce dal cugino dell'Africa australe, C. africana, per il numero maggiore di vertebre (160-171 per C. anguineus contro 147 per C. africana) e di spirali nell'intestino (rispettivamente 35-49 e 26-28), così come per diverse misure proporzionali, come testa più lunga e fessure branchiali più corte.

## Biologia ed ecologia
Altamente specializzato per la vita negli abissi, lo squalo dal collare ha uno scheletro ipocalcificato e un enorme fegato con una bassa densità di lipidi, che gli permettono di rimanere nella colonna d'acqua con il minimo sforzo. Si tratta di uno dei pochi squali con una linea laterale «aperta», nella quale le cellule ciliate meccano-recettrici sono posizionate in delle scanalature direttamente esposte all'acqua di mare circostante. Questa caratteristica è considerata basale tra gli squali e può migliorare la sua sensibilità a ogni minimo movimento delle prede. Molti squali dal collare vengono trovati privi dell'estremità della pinna caudale, senza dubbio a causa degli attacchi predatori da parte di altre specie di squali. Tra i parassiti conosciuti dello squalo dal collare figurano una tenia del genere Monorygma, il trematode Otodistomum veliporum e il nematode Mooleptus rabuka.

### Alimentazione

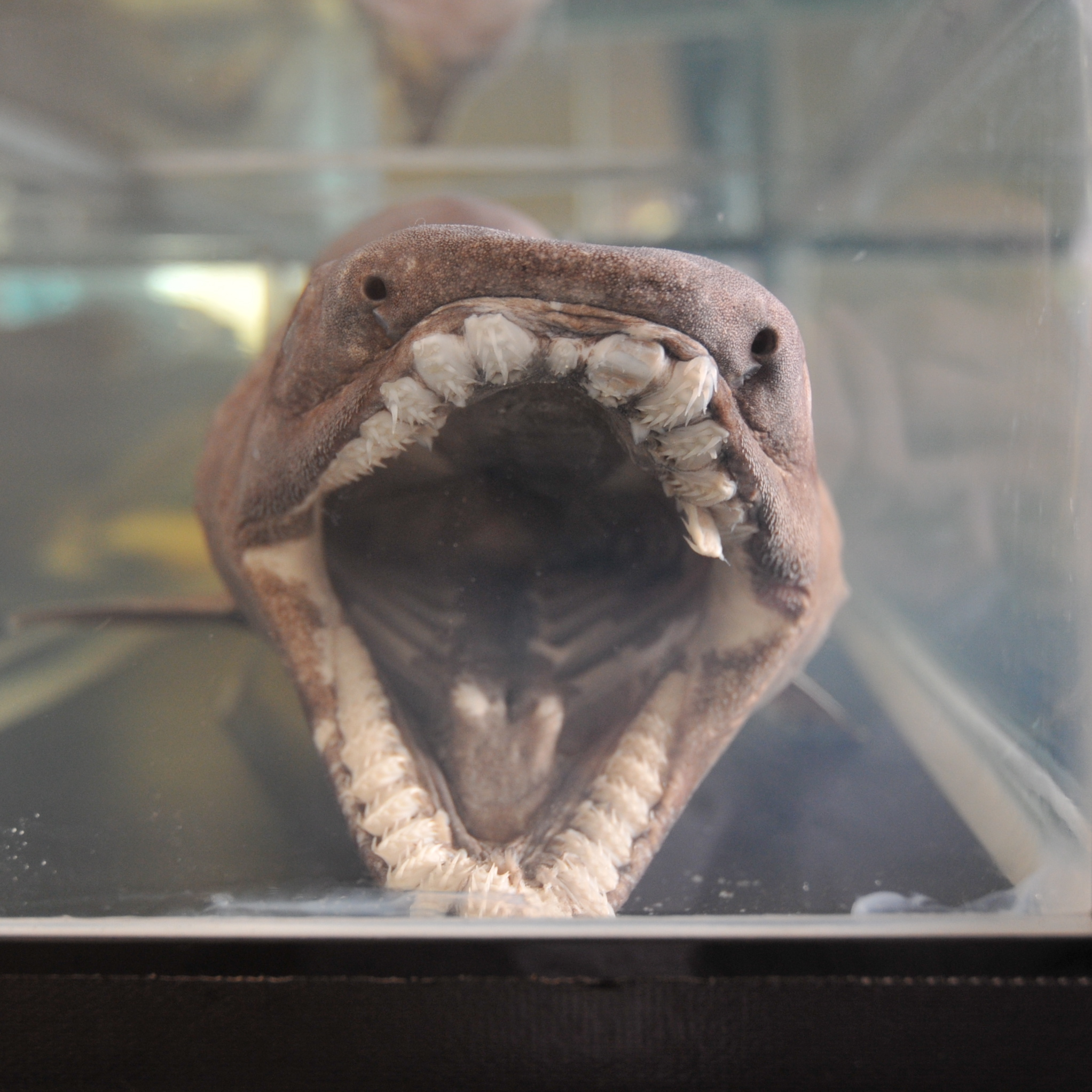
I numerosi denti appuntiti sono perfetti per far presa sul corpo molle dei calamari

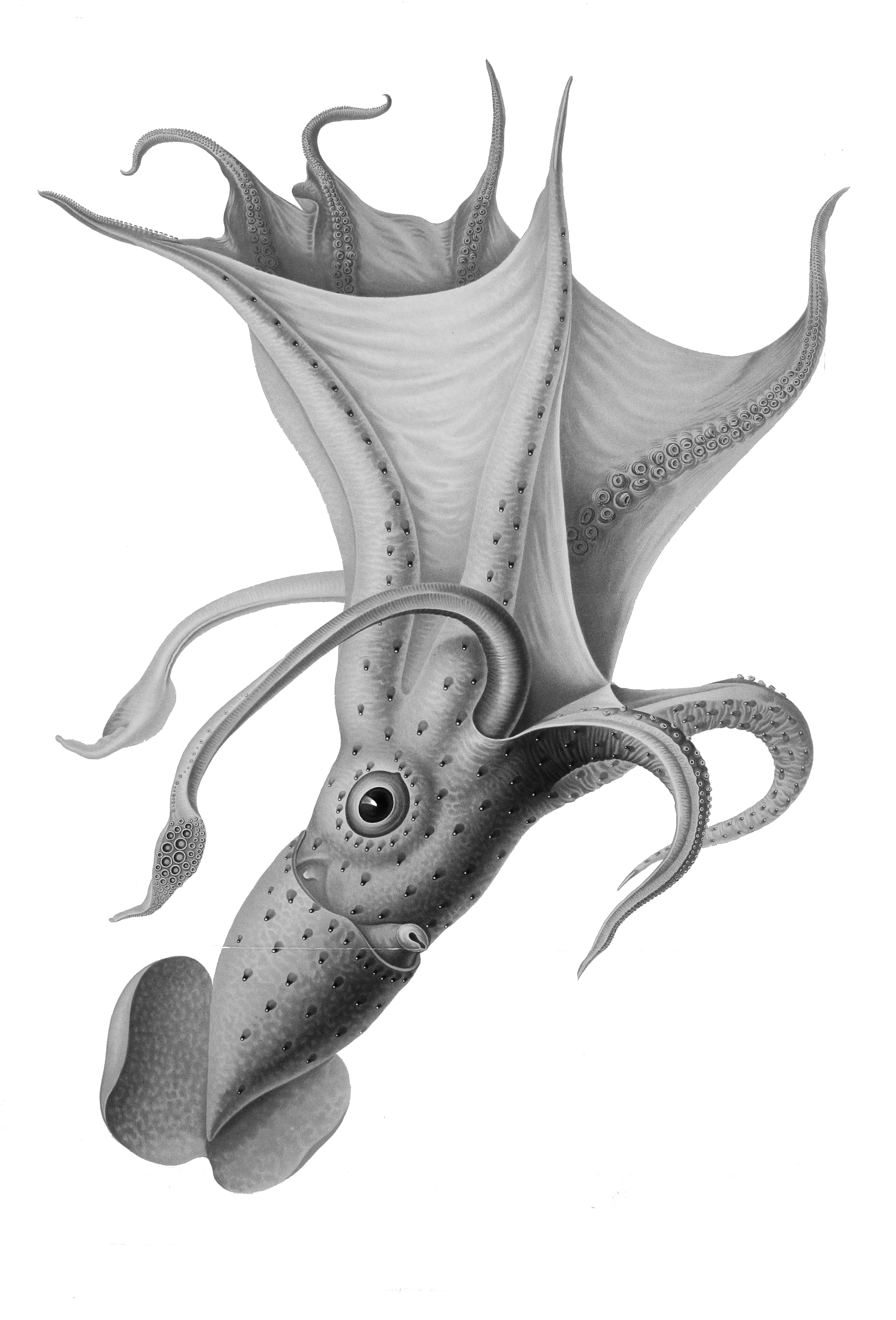
Lo squalo dal collare si nutre principalmente di calamari, come questo calamaro a ombrello

Le lunghe mascelle dello squalo dal collare sono molto estensibili e consentono un'ampia apertura della bocca, al fine di ingoiare intere prede che misurano oltre la metà delle sue dimensioni. Tuttavia, la lunghezza e l'articolazione delle mascelle non gli permettono di mordere con la caratteristica forza degli squali più conosciuti. Il contenuto degli stomaci della maggior parte degli individui catturati era difficilmente riconoscibile, il che suggerisce un processo di digestione rapido e/o di lunghi intervalli tra i pasti. Le sue prede preferite sono alcuni cefalopodi, pesci ossei e piccoli squali. Un individuo di 1,6 m di lunghezza, pescato al largo di Chōshi, aveva ingoiato un gattuccio giapponese di 590 g. I calamari costituiscono circa il 60% della dieta degli squali dal collare che vivono nella baia di Suruga. Tra essi figurano dei calamari lenti che vivono in profondità, come i Chiroteuthis e gli Histioteuthis, ma anche calamari veloci che vivono nei pressi della superficie, come gli Onychoteuthis, gli Sthenoteuthis e i Todarodes.

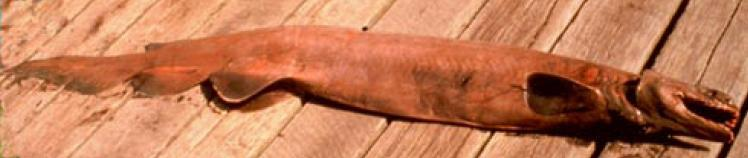
Un esemplare pescato

Il suo nuoto non è molto abile e veloce, e gli scienziati mettono in dubbio la sua presunta capacità di catturare dei calamari veloci. Suppongono che catturi piuttosto calamari feriti o esausti e quelli che muoiono dopo la fregola. In alternativa, può sorprendere la preda piegando il corpo e appiattendo all'indietro le pinne, scagliandolesi addosso all'improvviso alla maniera di un serpente. Può anche chiudere le fessure branchiali e creare una pressione negativa per aspirare la preda nella bocca. I numerosi piccoli denti aguzzi e ricurvi dello squalo dal collare sono perfettamente adattati per catturare i calamari e possono facilmente ghermire il corpo o i tentacoli di un calamaro, soprattutto perché sono rivolti verso l'esterno quando le mascelle sono protese. Le osservazioni di squali dal collare in vita mostrano che nuotano sempre con la bocca aperta; gli scienziati ipotizzano che il riflesso della luce sui denti, contrastante con lo scuro della bocca, permetta di attirare i calamari e spingerli a finire direttamente in bocca al loro assalitore.

### Riproduzione
Lo squalo dal collare è ovoviviparo; gli embrioni in sviluppo si nutrono principalmente del loro tuorlo, anche se la differenza di peso tra l'uovo e il nuovo nato indica che la madre fornisce anche del nutrimento supplementare tramite modalità sconosciute. Le femmine adulte hanno due ovaie funzionali e un utero funzionale, sul lato destro. Non vi è una stagione riproduttiva definita per i due sessi, il che non sorprende, dato che questo squalo vive in profondità dove l'influenza stagionale è poca o nessuna. Un raduno di accoppiamento di 15 maschi e 19 femmine è stato registrato su un monte sottomarino della dorsale medio-atlantica. Il numero degli avannotti che vengono alla luce va da 2 a 15, con una media di 6 ovulazioni nell'utero circa una volta ogni due settimane. La vitellogenesi (formazione del vitello) e la crescita di nuovi ovuli nell'ovaia si arresta durante la gestazione, apparentemente a causa dello spazio insufficiente all'interno della cavità uterina.
Gli ovuli ovulati recentemente e gli embrioni in stadio precoce sono racchiusi in una sottile capsula ellissoidale di colore oro-bruno. Quando l'embrione raggiunge i 3 cm di lunghezza, cominciano ad apparire le branchie esterne, e sono presenti tutte le pinne. La capsula viene rilasciata quando l'embrione misura 6–8 cm di lunghezza e viene espulsa dal corpo della femmina. A questo momento, le branchie esterne dell'embrione sono completamente sviluppate. Il sacco vitellino rimane fino a quando l'embrione non raggiunge i 40 cm di lunghezza, dopo di che comincia a ridursi o a scomparire del tutto quando il giovane misura circa 50 cm. Il tasso di crescita embrionale medio è di 1,4 cm al mese, e di conseguenza il periodo di gestazione può durare tre anni e mezzo (42 mesi), molto più a lungo che in qualsiasi altro vertebrato. Ciò è dovuto alle condizioni estreme dell'ambiente naturale: il freddo intenso rallenta i processi metabolici, compresa la riproduzione. Il nuovo nato misura 40–60 cm di lunghezza; i maschi raggiungono la maturità sessuale quando misurano 1,0-1,2 m di lunghezza, e le femmine 1,3-1,5 m di lunghezza.

## Distribuzione e habitat

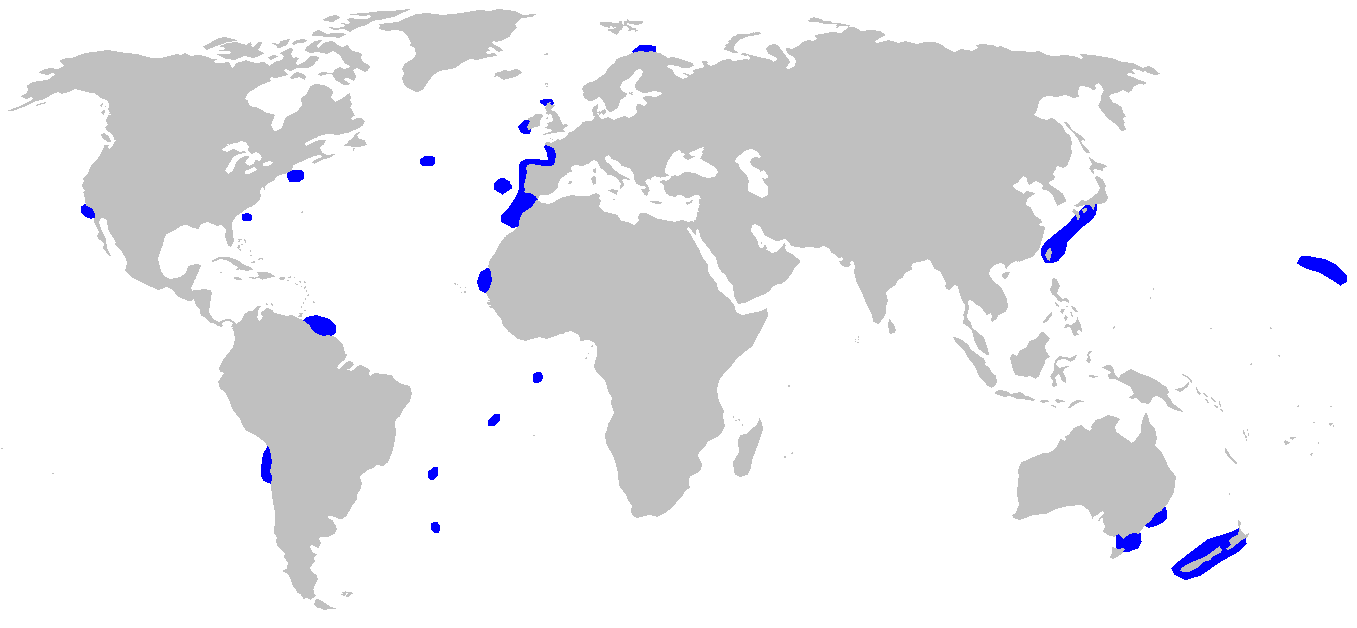
Areale dello squalo dal collare

Lo squalo dal collare ha un areale molto vasto, ma discontinuo. Si trova sporadicamente negli oceani Atlantico e Pacifico. Nell'Atlantico orientale, vive al largo del nord della Norvegia, a nord della Scozia e a ovest dell'Irlanda, e dalla Francia al Marocco, comprese le acque al largo di Madera e della Mauritania. Nell'Atlantico centrale, è stato pescato in diversi luoghi lungo la dorsale medio-atlantica, dal nord delle Azzorre alla catena del Rio Grande, al largo del sud del Brasile, nonché sulla catena di Vavilov, al largo dell'Africa occidentale. Nell'Atlantico occidentale, è stato osservato al largo della Nuova Inghilterra, della Georgia e del Suriname. Nel Pacifico occidentale, la sua presenza è stata riscontrata a sud-est di Honshu in Giappone, a Taiwan, al largo del Nuovo Galles del Sud e della Tasmania in Australia e attorno alla Nuova Zelanda. Nel Pacifico centrale e orientale, è stato osservato al largo delle Hawaii, della California e del nord del Cile. Gli squali dal collare al largo dell'Africa australe sono stati identificati come una specie differente, C. africana, nel 2009.
Lo squalo dal collare abita la zona esterna della piattaforma continentale e la metà superiore della scarpata continentale, e sembra prediligere gli innalzamenti e altre zone biologicamente produttive. Anche se è stato catturato a una profondità di 1570 m, vive generalmente al di sopra dei 1000 m. Nella baia di Suruga, viene avvistato più frequentemente a una profondità di 50–200 m, tranne che da agosto a novembre, quando la temperatura a 100 m supera i 15 °C e gli squali scendono verso acque più profonde. In rare occasioni, questa specie è stata avvistata in superficie. Lo squalo dal collare si trova generalmente vicino al fondale. Tuttavia, il suo regime alimentare suggerisce che effettua delle incursioni significative verso la superficie. Questa specie può compiere delle migrazioni verticali, risalendo in superficie la notte per alimentarsi. È stata riscontrata una segregazione spaziale a seconda della taglia e delle condizioni riproduttive.

## Etimologia e denominazione

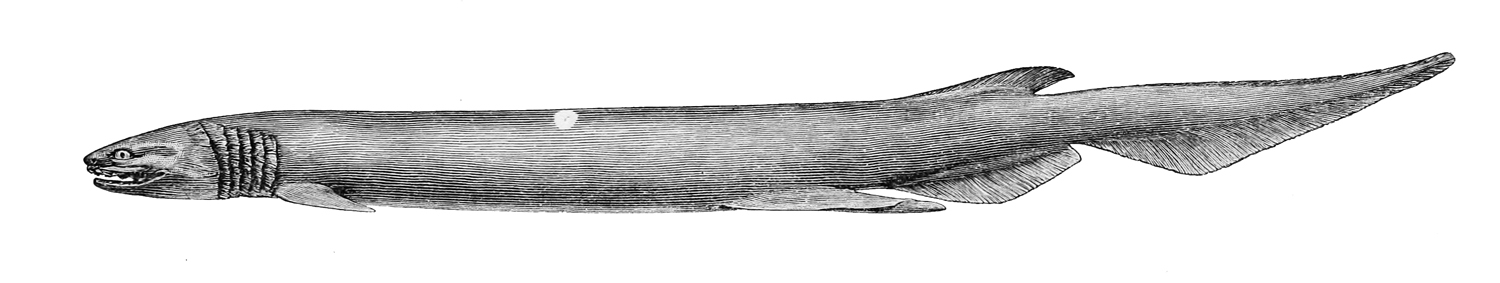
Incisione di uno squalo dal collare (1908)

I diversi nomi comuni con cui la specie è conosciuta sono dovuti alle sue caratteristiche fisiche. Il suo nome scientifico Chlamydoselachus anguineus deriva dal greco chlamydia, che significa «jabot» e selachus, che significa «squalo», e dal latino anguineus, che significa «serpente». Gli appellativi «squalo dal collare», «squalo trinato» e «squalo frangiato» derivano dal nome scientifico e si riferiscono all'aspetto frangiato delle sue aperture branchiali, costituite da sei paia, le cui due del primo paio si congiungono sotto la gola a formare una sorta di collare. L'altro appellativo di «squalo lucertola» deriva dal suo aspetto generale analogo a quello di una lucertola, in particolare la forma della testa e il corpo allungato.

## Tassonomia e filogenesi

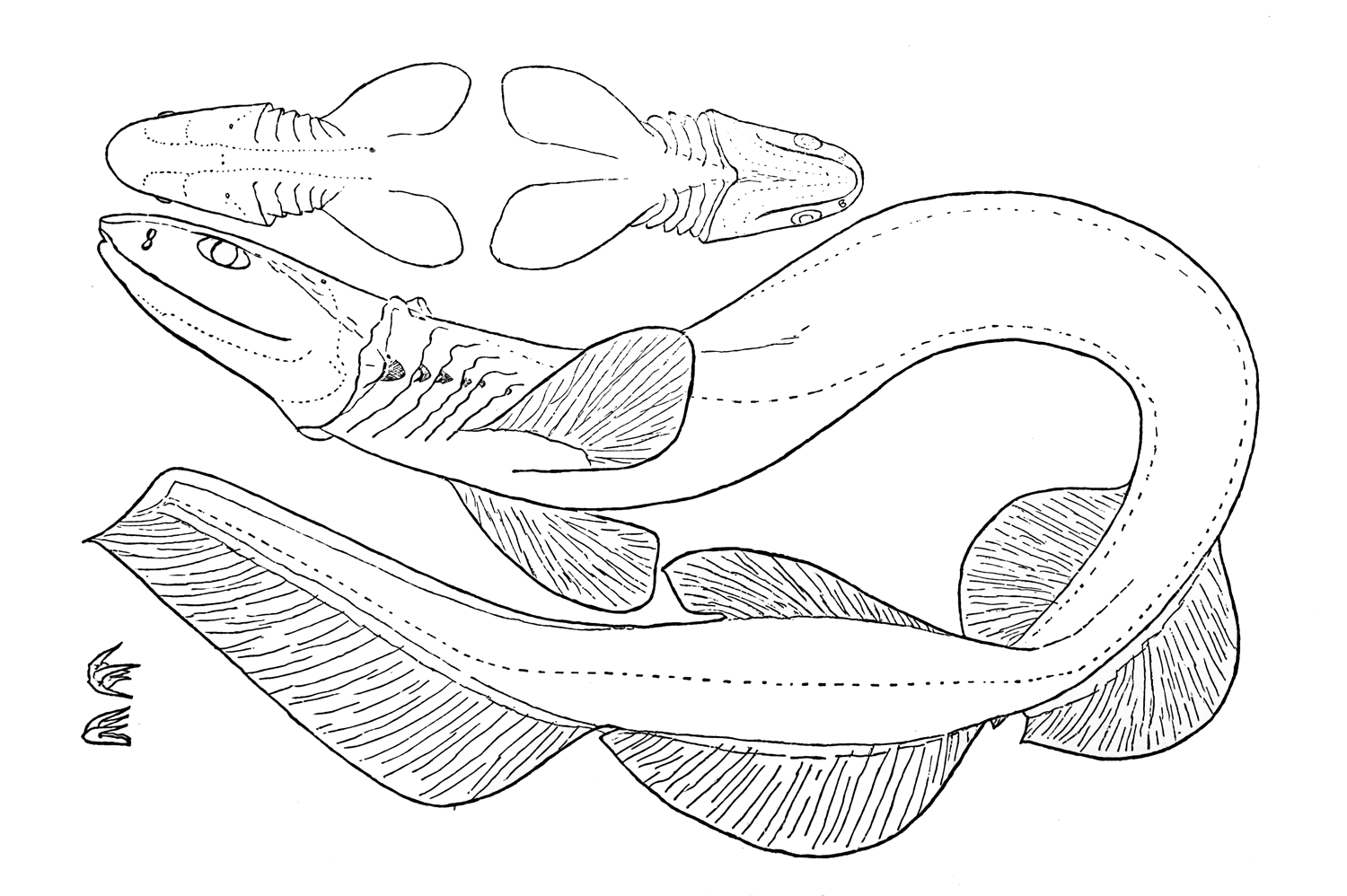
Disegno di Garman tratto dalla sua descrizione del 1884

Lo squalo dal collare è stato descritto scientificamente per la prima volta dall'ittiologo tedesco Ludwig Döderlein, che visitò il Giappone tra il 1879 e il 1881 e riportò con sé due esemplari a Vienna. Tuttavia, il manoscritto nel quale aveva descritto la specie andò perduto, e la prima descrizione dello squalo è divenuta quella redatta dallo zoologo statunitense Samuel Garman, effettuata a partire da una femmina di 1,5 m di lunghezza pescata nella baia di Sagami in Giappone. Garman posizionò la nuova specie in un genere e una famiglia monotipici.
Diversi autori hanno ipotizzato che fosse un rappresentante vivente degli antenati degli elasmobranchi (squali, razze e loro antenati), a causa dei suoi numerosi caratteri primitivi, in particolare i numerosi piccoli denti tricuspidati, l'articolazione della mascella superiore direttamente attaccata alla scatola cranica dietro gli occhi e la colonna vertebrale con vertebre indistinte. Garman propose di avvicinarlo ai cladodonti, un raggruppamento tassonomico ormai obsoleto contenente specie che prosperarono durante l'era paleozoica, come i cladoselachiformi del periodo Devoniano (416-359 milioni di anni fa). I suoi contemporanei Theodore Gill ed Edward Drinker Cope suggerirono che fosse piuttosto imparentato con gli ibodontiformi, che furono gli squali dominanti durante l'era mesozoica. Cope cercò di collegare questa specie al genere fossile Xenacanthus.
Studi più recenti hanno dimostrato che le similitudini tra lo squalo dal collare e i gruppi estinti sono state esagerate o mal interpretate. Essi concludono che questo squalo presenta un certo numero di tratti scheletrici e muscolari che lo pongono piuttosto tra i neoselaci (razze e squali moderni) e più precisamente assieme agli esanchidi nell'ordine degli Esanchiformi (il sistematico Shirai Shigeru ha proposto che venga collocato in un proprio ordine, i Clamidoselachiformi). Comunque, lo squalo dal collare appartiene a una delle più antiche linee evolutive di squali ancora esistente, che risale almeno al Cretaceo superiore (95 milioni di anni fa) o eventualmente alla fine del Giurassico (150 milioni di anni fa). A causa della sua ascendenza antica e «primitiva», viene considerato come un «fossile vivente».

## Lo squalo dal collare e l'uomo

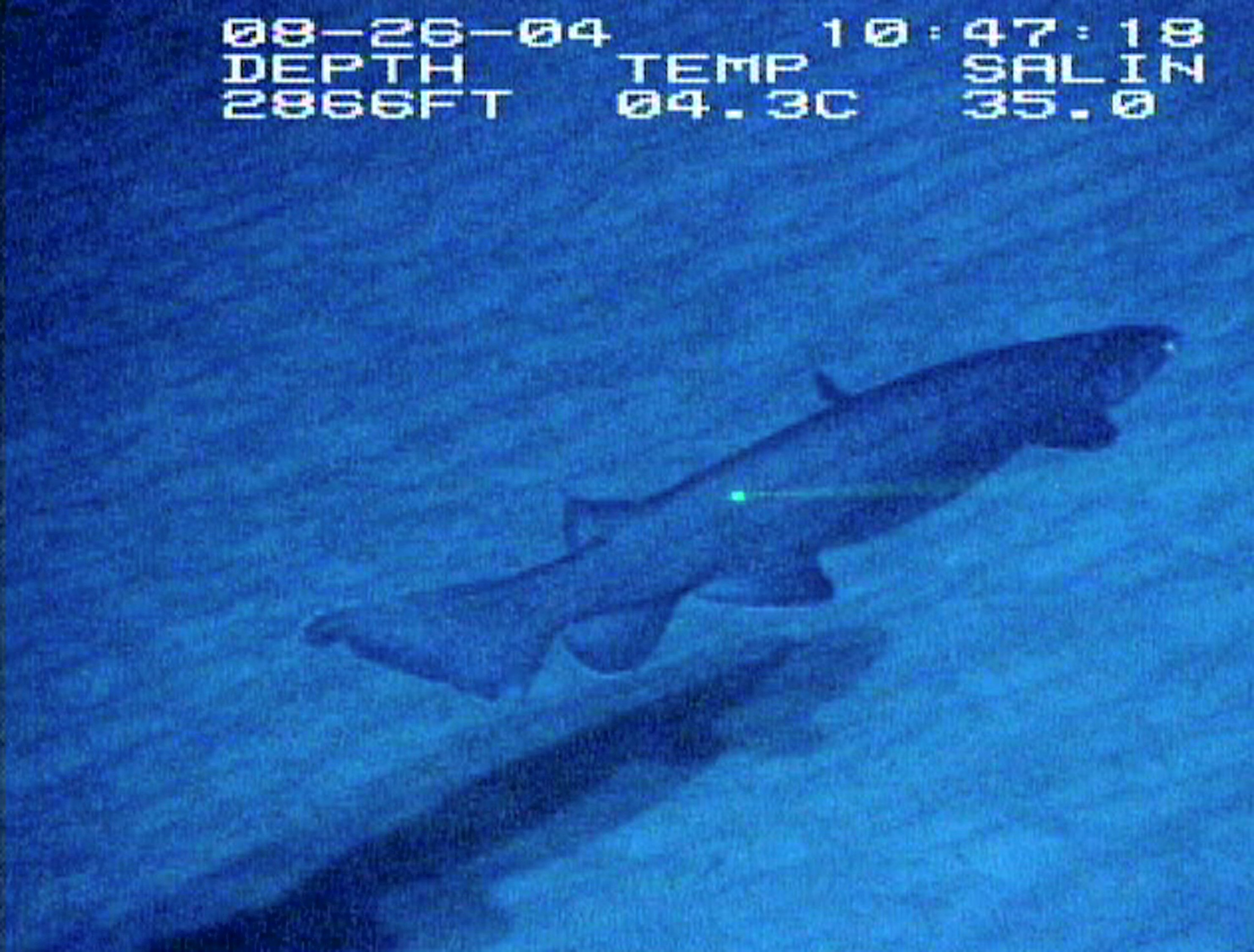
La prima fotografia di uno squalo dal collare nel suo habitat naturale, scattata a est della Georgia, sulla piattaforma di Blake (Stati Uniti)

Lo squalo dal collare non è raro, ma è difficile da osservare dato il suo habitat bentonico. Quindi, pochi squali dal collare viventi sono stati osservati, e la specie non costituisce perciò un pericolo per l'uomo. Danneggia tuttavia i cavi sottomarini dell'Atlantico con i suoi morsi. Il 27 agosto 2004, la prima osservazione di questa specie nel suo habitat naturale è stata effettuata dal ROV Johnson Sea Link II, sulla piattaforma di Blake al largo del Sud-est degli Stati Uniti. Il 21 gennaio 2007, il personale del parco marino di Awashima a Shizuoka, a sud di Tokyo, venne allertato da alcuni pescatori e fu così in grado di filmare un esemplare vivente identificato come una femmina di 1,6 m che nuotava presso la superficie. Probabilmente malato, l'animale doveva essere sofferente e disorientato. Trasportato a Shizuoka, morì dopo poche ore.
Garman, così come molti autori, suggerì che lo squalo dal collare fosse senza dubbio all'origine degli avvistamenti dei serpenti di mare. Tuttavia, data la taglia modesta dello squalo, alcuni criptozoologi supposero che dovrebbe esistere una specie gigante, tanto più che siamo a conoscenza di fossili di Chlamydoselachus giganti.
Un piccolo numero di squali dal collare viene catturato accidentalmente da diversi pescherecci commerciali in acque profonde di tutto il mondo, utilizzando reti a strascico, reti da posta, palangari, ecc. In particolare, viene regolarmente pescato nella baia di Suruga nelle reti da fondale destinate alle orate e agli scombropidi, e nelle reti a strascico pelagiche destinate ai gamberetti Sergia lucens. I pescatori giapponesi lo considerano un fastidio, in quanto danneggia le reti. Questo squalo viene talvolta venduto per la sua carne o trasformato in farina di pesce, ma non è interessante da un punto di vista economico. A causa del suo tasso di riproduzione molto basso e della continua espansione della pesca commerciale nel suo habitat il numero di esemplari potrebbe subire un calo, ma l'Unione internazionale per la conservazione della natura (IUCN) lo considera come specie a rischio minimo.